# Пиразиз
Пиразиз (тур. Piraziz) — город в провинции Гиресун Турции. Его население составляет 7097 человек (2009). Высота над уровнем моря 161 м.
Основы местной экономики - сельское хозяйство и рыболовство.

## Транспорт
Поблизости от города находится аэропорт Орду-Гиресун.